# Школа № 65 (Магнитогорск)
Школа № 65 — средняя общеобразовательная школа города Магнитогорска с углубленным изучением предметов музыкально-эстетического цикла. Расположена на территории Правобережного района по адресу: Улица Дружбы дом 33.

## История
Данная школа была создана в 1965 году, по инициативе педагога Бориса Агапитова, впоследствии ставшего директором школы, известного советского композитора Дмитрия Кабалевского и общественного деятеля Семёна Эйдинова. Школа с музыкально-эстетическим уклоном стало первым подобным заведением во всём Советском союзе.
Ранее в здании школы располагалась школа-интернат № 1, директором которой был Борис Павлович Агапитов. В 1966 году началась полноценная работа школы, начался первый учебный год.
В 2007 году директор школы Игорь Пимштейн был отправлен в отставку со своего поста, новым директором стала Валентина Генералова.
Два раза школа подвергалась атакам телефонных террористов.
1 сентября 2008 года школу посетили мэр города Магнитогорска Евгений Карпов, министр образования Челябинской области Владимир Макаров и другие политические деятели области и города.

### Педагоги
Учителя школы несколько раз удостаивались различными наградами, областного и федерального уровня.
| Ф.И.О. учителя                | Предмет                  | Год  | Название награды |
| Ротарь, Тамара Афанасьевна    | Физическая культура      | 2010 | Премия Законодательного Собрания Челябинской области в социальной сфере в области образования.                              |
| Гнатюк, Надежда Викторовна    | История и обществознание | 2010 | Победитель конкурсного отбора лучших учителей Челябинской области.                                                          |
| Борисова, Евгения Геннадьевна | Музыка                   | 2009 | Победитель международного конкурса «Учитель музыки XXI века» Лауреат IV Международного конкурса имени Дмитрия Кабалевского. |
| Полякова, Татьяна Иосифовна   | Физика                   | 2008 | Победитель конкурса лучших учителей России на Грант Президента Российской Федерации.                                        |

Администрация школы:
| Ф.И.О сотрудника              | Область деятельности                                                                       |
| ----------------------------- | ------------------------------------------------------------------------------------------ |
| Чмеленко, Елена Юрьевна       | Директор                                                                                   |
| Дьяченко, Алёна Александровна | Заместитель директора по учебно-воспитательной работе                                      |
| Васильева Евгения Геннадьевна | Заместитель директора по учебно-воспитательной работе                                      |
| Могилёва, Татьяна Николаевна  | Заместитель директора по учебно-воспитательной работе, по информатизации учебного процесса |
| Резанова, Татьяна Анатольевна | Заместитель директора по начальной школе                                                   |
| Кутдусова Евгения Францевна   | Заместитель директора по воспитательной работе                                             |

### Директора школы
- Борис Павлович Агапитов (с 1964 (директор школы-интерната); 1966-1988)
- Дмитрий Иванович Потёмкин (1988-1997)
- Пимштейн Игорь Моисеевич (1997-2007)
- Генералова Валентина Юрьевна (2007-2013[3])
- Чмеленко Елена Юрьевна (2013-2019)
- Смоляр Ольга Анатольевна (с 2019)